# Минтяк, Иван Иванович
Минтя́к, Ива́н Ива́нович (1936 год, хутор Кузнецовский, Кизлярский район, Дагестанская АССР, РСФСР, СССР — 1989 год, Грозный, Чечено-Ингушская АССР, РСФСР, СССР) — поэт, переводчик, публицист, член Союза писателей СССР (1974), член Союза журналистов СССР (1974 год).

## Биография
Родился в 1936 году на хуторе Кузнецовский Кизлярского района Дагестанской АССР. Его отец вернулся с фронта инвалидом. Матери пришлось в одиночку поднимать детей.
После окончания школы служил в Советской Армии. Работал грузчиком Новочеркасского электровозостроительного завода. Окончил филологический факультет Шахтинского педагогического института, после окончания которого был направлен на работу в школу села Агишты Веденского района Чечено-Ингушетии.
Работал корреспондентом Веденской районной газеты «Колхозная жизнь». Впоследствии переехал в Грозный, работал ответственным секретарем республиканских газет «Комсомольское племя» и «Грозненский рабочий», редактором Чечено-Ингушского книжного издательства.

## Творчество
Ещё в школе начал писать стихи, которые впервые были опубликованы в 1954 году в городской газете «Кизлярская правда».
Его произведения публиковались в газетах «Молот» и «Комсомолец» (Ростов), «Комсомольское племя», «Грозненский рабочий», альманахе «Дагестан», сборниках «Звёзды в ладонях», «Зовут нас горизонты», «День донской поэзии» (Ростов-на-Дону), «Родники народные» (Москва) и других.
Его творчество было тесно связано с жизнью республики и её жителей. Например, его произведение «Немой» было посвящено известному танцору Махмуду Эсамбаеву, «Осенний романс» — композитору Аднану Шахбулатову, «Земное небо» — первой летчице-чеченке Ляле Насухановой, «Возвращение огня» — депортации чеченцев и ингушей, «Созвездие Веры» — о Герое Социалистического Труда Вере Табацковой.
Много работал Иван Минтяк над переводами на русский язык произведений чеченских авторов.